# Zim Records
Zim Records was een Amerikaans platenlabel, dat jazz-muziek (her)uitbracht in de jaren zeventig. Het was een klein label, opgericht door Art Zimmerman in Long Island. Op het label verschenen onder meer platen van James Williams  en Howard McGhee. Ouder, eerder verschenen werk (op onder meer Spotlite Records) was van bijvoorbeeld Coleman Hawkins en Lester Young, Tadd Dameron, Charlie Parker, Pepper Adams, Charlie Ventura, en Zoot Sims en Dick Nash.